# Eric Braamhaar
Frederikus Johannes Braamhaar dit Eric Braamhaar, né le 13 octobre 1966, est un arbitre néerlandais de football, qui est international depuis 2002. 
Il est connu pour être l’arbitre du match Lille-Manchester United, où il accorda le but mancunien à la suite d'un coup franc tiré rapidement.

## Carrière
Il a officié dans des compétitions majeures : 
- Coupe du monde de football des moins de 17 ans 2003 (5 matchs dont la finale)
- Coupe des Pays-Bas de football 2004-2005 (finale)
- Coupe du monde de football des moins de 20 ans 2005 (1 match)
- Coupe des Pays-Bas de football 2009-2010 (finale aller)